# 矩阵树定理
在图论中，矩阵树定理（matrix tree theorem）或基尔霍夫定理（Kirchhoff theorem）是指图的生成树数量等于调和矩阵的余子式（所以可以在多项式时间内计算）。
若 G 有 n 个顶点，λ1, λ2, ..., λn-1 是拉普拉斯矩阵的非零特征值，则
{\displaystyle t(G)={\frac {1}{n}}\lambda _{1}\lambda _{2}\cdots \lambda _{n-1}.}
这个定理以古斯塔夫·基爾霍夫名字命名。 这也是凯莱公式的推广（若图是完全图）。

## 举例
对于右图的例子，首先求出调和矩阵 {\displaystyle Q}: 
{\displaystyle Q=\left[{\begin{array}{rrrr}2&-1&-1&0\\-1&3&-1&-1\\-1&-1&3&-1\\0&-1&-1&2\end{array}}\right].}

L是这个钻石图的拉氏矩阵

随后求出余子式，也即删除任何一个行和一个列，例如第一行和第一列：
{\displaystyle Q^{\ast }=\left[{\begin{array}{rrr}3&-1&-1\\-1&3&-1\\-1&-1&2\end{array}}\right].}
则
{\displaystyle \det(Q^{*})=8=t(G)}.

### 凯莱公式
完全图 Kn 的调和矩阵是
{\displaystyle {\begin{bmatrix}n-1&-1&\cdots &-1\\-1&n-1&\cdots &-1\\\vdots &\vdots &\ddots &\vdots \\-1&-1&\cdots &n-1\\\end{bmatrix}}.}
任何餘因子的行列式是 nn-2 。再说L的所有特征值是n，而且L只有n-1个特征向量。所以生成树的总数又是 nn-2 。

## 证明大纲
拉氏矩阵有这个属性：任何行或列的元素总和等于0。所以，无论删除什么行或列，{\displaystyle \det(L^{*})}都是不变的。或者说L的任何餘因子有同样的行列式。
若{\displaystyle K}是接续矩阵，则拉普拉斯矩阵 {\displaystyle L=KK^{T}}。在矩阵{\displaystyle K}中，删除任何一个行或列得到矩阵{\displaystyle F}，那么{\displaystyle M_{11}=FF^{T}}，其中 {\displaystyle M_{11}} 表示 {\displaystyle L} 删除第一行第一列后得到的余因子矩阵。
使用柯西-比内公式
{\displaystyle \det \left(M_{11}\right)=\sum _{S}\det \left(F_{S}\right)\det \left(F_{S}^{T}\right)=\sum _{S}\det \left(F_{S}\right)^{2}}
可以表示这个行列式给予生成树的数量。

## 阅读
- Harris, John M.; Hirst, Jeffry L.; Mossinghoff, Michael J., , Undergraduate Texts in Mathematics 2nd, Springer, 2008
- Maurer, Stephen B., , SIAM Journal on Applied Mathematics, 1976, 30 (1): 143–148, MR 0392635, doi:10.1137/0130017.
- Tutte, W. T., , Cambridge University Press: 138, 2001, ISBN 978-0-521-79489-3.
- Chaiken, S.; Kleitman, D., , Journal of Combinatorial Theory, Series A, 1978, 24 (3): 377–381, ISSN 0097-3165, doi:10.1016/0097-3165(78)90067-5